# Adres podsieci
Adres podsieci (ang. subnetwork address) - identyfikator przyporządkowany punktowi przyłączenia do podsieci przez organizację rejestracyjną tej podsieci.
Informacja używana w kontekście konkretnej rzeczywistej podsieci do identyfikowania punktu przyłączenia do podsieci lub informacja używana w kontekście konkretnej podsieci do identyfikowania abstrakcyjnego punktu w obrębie systemu końcowego lub pośredniego, w którym jest oferowana usługa sieciowa.